# Substrat (enzym)
 For alternative betydninger, se substrat. (Se også artikler, som begynder med substrat)
I biokemi er et substrat det molekyle som et enzym virker på. Enzymer katalyserer kemiske reaktioner der involverer et eller flere substrater. Substratet bindes til enzymets aktive center, og der dannes et enzym-substrat-komplex. Substratet bliver derefter nedbrudt eller omdannet til et produkt og frigøres til sidst fra enzymet. Det aktive center har nu plads til at modtage et nyt substratmolekyle.
Der kan opskrives en generel reaktionsligning:
E + S ⇌ ES → EP ⇌ E + P
hvor E er enzymet, S er substratet og P er produktet. Bindingen af substratet til enzymet og frigivelsen at produktet fra enzymet er ligevægtsprocesser. Hvorimod omdannelsen af ES-komplekset til EP-komplekset typisk er irreversible reaktioner. Nogle enzymer kan dog både omdanne et bestemt substrat til produkt, og også gå den modsatte vej, så produktet nu er substrat for den modsatrettede reaktion. Nogle forhold som kan medvirke til at "vende" reaktionen er pH, salt og temperatur.

## Substraters natur
Nogle substrater er ganske små molekyler som f.eks. O2, CO2 eller H2O. Andre er større og meget mere komplekse molekyler som f.eks. sukre, lipider, små proteiner eller DNA.
I nogle enzymreaktioner er der mere end et substrat, som i sådanne tilfælde ofte vil være forskellige slags molekyler.